# Clay Stone Briggs

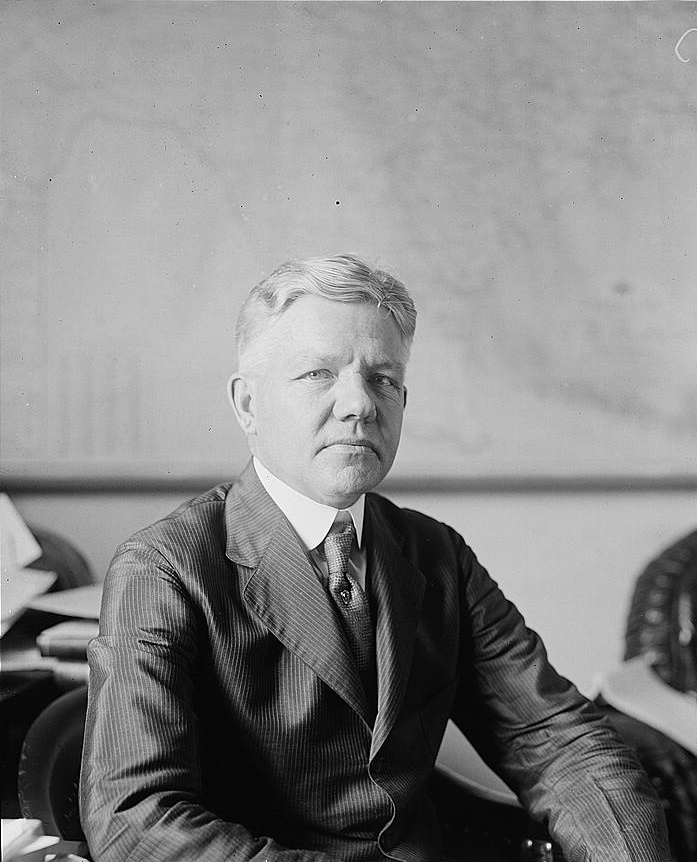
Clay Stone Briggs

Clay Stone Briggs (* 8. Januar 1876 in Galveston, Texas; † 29. April 1933 in Washington, D.C.) war ein US-amerikanischer Politiker. Zwischen 1919 und 1933 vertrat er den Bundesstaat Texas im US-Repräsentantenhaus.

## Werdegang
Clay Briggs besuchte sowohl öffentliche als auch private Schulen. Danach studierte er an der University of Texas in Austin und an der Harvard University. Nach einem anschließenden Jurastudium an der Yale University und seiner 1899 erfolgten Zulassung als Rechtsanwalt begann er in Galveston in diesem Beruf zu arbeiten. Gleichzeitig schlug er als Mitglied der Demokratischen Partei eine politische Laufbahn ein. In den Jahren 1906 bis 1908 saß Briggs als Abgeordneter im Repräsentantenhaus von Texas. Zwischen 1909 und 1919 war er Richter im zehnten Gerichtsbezirk seines Staates.
Bei den Kongresswahlen des Jahres 1918 wurde Briggs im siebten Wahlbezirk von Texas in das US-Repräsentantenhaus in Washington gewählt, wo er am 4. März 1919 die Nachfolge von Alexander W. Gregg antrat. Nach sieben Wiederwahlen konnte er bis zu seinem Tod am 29. April 1933 im Kongress verbleiben. Während dieser Zeit wurden in den Jahren 1919 und 1920 der 18. und der 19. Verfassungszusatz ratifiziert. Seit 1929 war auch die Arbeit des Kongresses von den Ereignissen der Weltwirtschaftskrise geprägt.